# Fornet Kornél
Fornet Kornél (angolul: Cornelius Fornet, franciául:  Fornet De La Quehardiere Kornél) (Strázsa, Szepes vármegye, 1818. augusztus 20. − Vác, 1894. március 10.) magyar mérnök, királyi sótárnok, 1848-as honvédőrnagy, amerikai polgárháborús ezredes az unionisták oldalán.

## Életútja
Francia eredetű magyarrá lett családból származott, amely család a hugenották üldözése idején, 1732-ben telepedett le Magyarországon, Trencsén megyében, s tagjai közt több jeles evangélikus pap volt. Fornet Kornél az 1848–49-es forradalom és szabadságharc kezdetén Temesváron volt kincstári mérnök. Mérnöktiszti beosztásban a győri első utászzászlóaljban teljesített katonai szolgálatot. Az 1848-49-es téli hadjáratot Dembinski Henrik és Klapka György vezetése alatt harcolta végig. Dandársegédtiszti beosztásban vett részt a kápolnai csatában, az április 19-i nagysallói ütközet idején századossá nevezték ki. Buda ostromakor 1949 május 4 és május 21 közt kitüntette magát, katonai érdemrenddel jutalmazták. Ekkor Buda visszavétele után Máramaros megyébe rendelték, ahol megalakította a 4. utászzászlóaljat. A világosi fegyverletétel után orosz tisztek segítségével sikerült a határig menekülnie, s majd ő volt az egyik első magyar szabadságharcos, aki Prágay János alezredessel 1849 december 9-én megérkezett az 'Új Világba', azon belül is éppen Bostonba.
Prágay Jánossal New Yorkba utaztak Újházy László főispán, 48-as kormánybiztos és családja fogadására. Közben Fornet segített Prágaynak összeállítani az 1848–49-es forradalom és szabadságharcról szóló angol nyelvű kötetet, ez volt az első angol nyelvű könyv a magyar szabadságharcról Amerikában. Prágay 1851 augusztusában Narciso Lópezzel részt vett a "kubai kalandban", s ott sok más társával együtt tragikus körülmények közt életét vesztette. Fornet Wass Sámuellel, a magyar kormány volt diplomáciai megbízottjával, Molitor Gusztávval, Juhos Gyulával, Damburghy Edével, Uznay Istvánnal Kaliforniába ment, s egy kvarc és aranybányát vásároltak, ebből volt részesedésük, majd pár év múltán haszonnal adták tovább. 1852-ben Fornet Európában feleségül vette menyasszonyát, s vele együtt tért vissza Amerikába, s New Jersey államban telepedtek le, itt farmergazdálkodással foglalkoztak.
Az amerikai polgárháborúban mint utászőrnagy teljesített katonai szolgálatot John C. Frémont tábornok mellett. Jefferson City (Missouri) mellett baleset érte, súlyosan megsérült. Felgyógyulása után Henry W. Halleck tábornok New Jerseybe küldte, hogy ott szervezze meg a New Jersey-i 22. önkéntes gyalogezredet. Fornet megszervezte a gyalogezredet, s ő lett az egység első ezredese. A new jerseyi 22. önkéntes gyalogezredet 1862 szeptember 29-én Washingtonba vezényelték, Fornet már nem ment az ezreddel sebesülésére hivatkozva, de valójában felettese, a Frémont tábornok elleni bizalmatlanság állt a háttérben. Fornet Magyarországba való visszatérési engedélyért folyamodott, azt meg is kapta, s még 1862 utolsó negyedévében, de legkésőbb az 1867-es kiegyezést követően tért vissza szülőföldjére és állami szolgálatot vállalt. Sóraktárban dolgozott Mohácson. Vácon érte a halál 1894-ben. Budapesten temették el, az Új köztemetőben nyugszik. Felesége Szépréthy Adél volt.

## Kötete
- Fornet Kornél 1848-as honvédőrnagy, amerikai ezredes élete: adatok az amerikai magyar emigráció életéhez /írta Fornet Kornél. Budapest; Magánkiadás, 1946. 31 p. (angolul) és (magyarul)

## Emlékezete

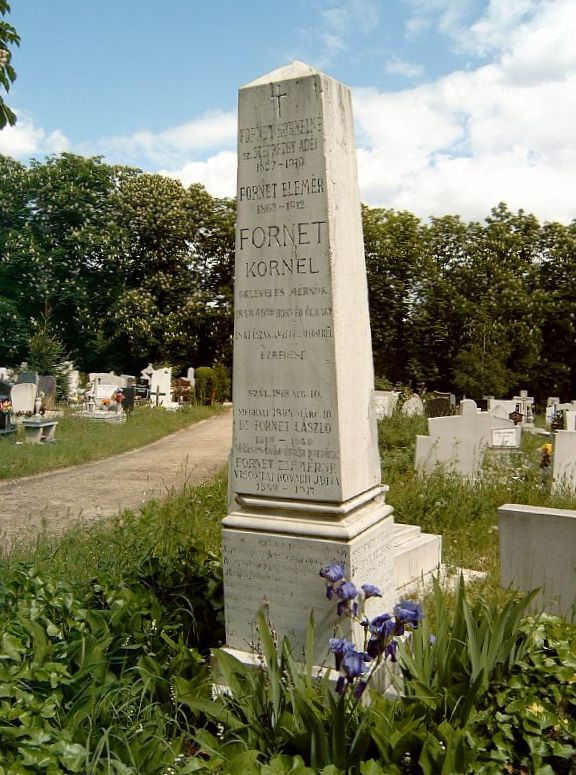
Síremléke az Új köztemetőben 128-1-92/93

1945. október 6-án a Magyarok Világszövetsége gyászünnepséget rendezett a Új köztemetőben Fornet Kornél, a 48-as honvédőrnagy, később amerikai ezredes sírjánál. A Magyarok Világszövetsége nevében beszédet mondott angol és magyar nyelven Máté Elek, beszédében Fornet Kornél katonai életútját ismertette. Elhangzott még beszéd az Amerikai Misszió képviseletében, majd a Magyar Honvédség képviseletében koszorút helyeztek el.